# كاموف كا-226
كاموف كا-226 طائرة هليكوبتر صغيرة، دخلت الخدمة في عام 2002, اطلقت عليها منظمة حلف شمال الأطلسي (ناتو) أسم الإبلاغ الشرير.

## التصميم
كان تصميمها تحسينا ل"كا-126"، حيث تم تجهيز الطائرة بنظام دوار جديد وزيادة الرؤية وتصميم جديد للمقصورة، كما تتميز كا-226 بنظام نقل جديد ويتكون من مواد مركبة، وتستطيع الطائرة القيام بمناورة عالية.

## النسخ
تم تطوير هذه الطائرة أيضا للقيام بعمليات البحث والإنقاذ والإخلاء الطبي والإغاثة من الكوارث، وقد وضعت للإسعاف الجوي والشرطة ومكافحة الحرائق .
- كا-226 مروحية.

- كا-226 أي جي
- كا-226 تي

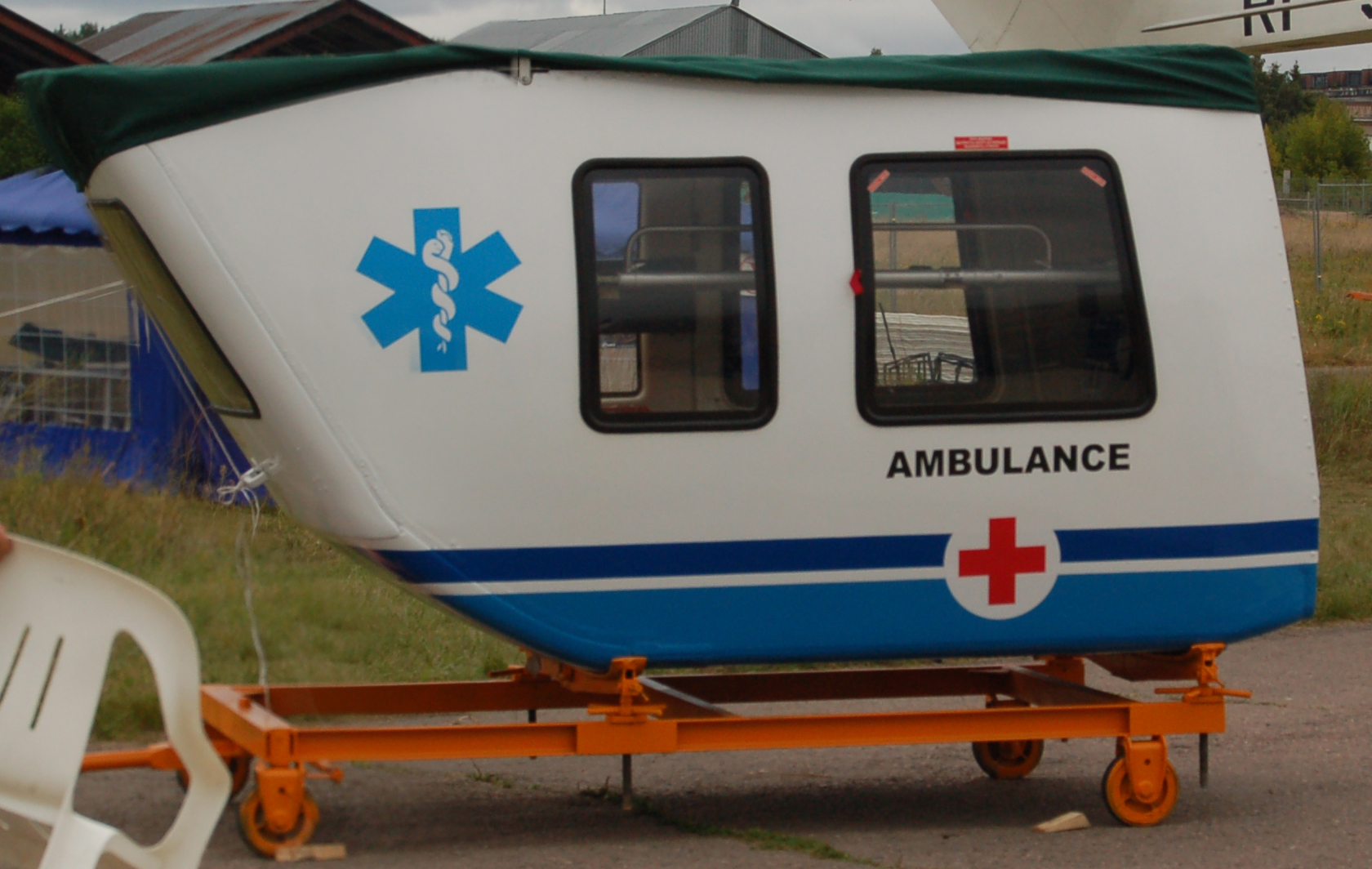
كا-226 وحدة الإسعاف.

تم إضافة محرك أخر قوي، واستطاعت الطائرة التحليق فوق 7000متر، وتوفير وتحسين العلو، وتم إضافة التكنولوجيا لذا هذه الطائرة مثل شاشات متعددة الوظائف، ونظام التحكم الآلي، ونظام الملاحة والرادار ويمكن أن تكون مجهزة مع نظام رافعة، ومجهزة مع وحدة طبية.
- كا-226تي جي

أحدث نموذج للطائرة

## المشغلون
روسيا
- القوات الجوية الروسية[3][4]
- خدمة الأمن الاتحادية[5]

 الهند

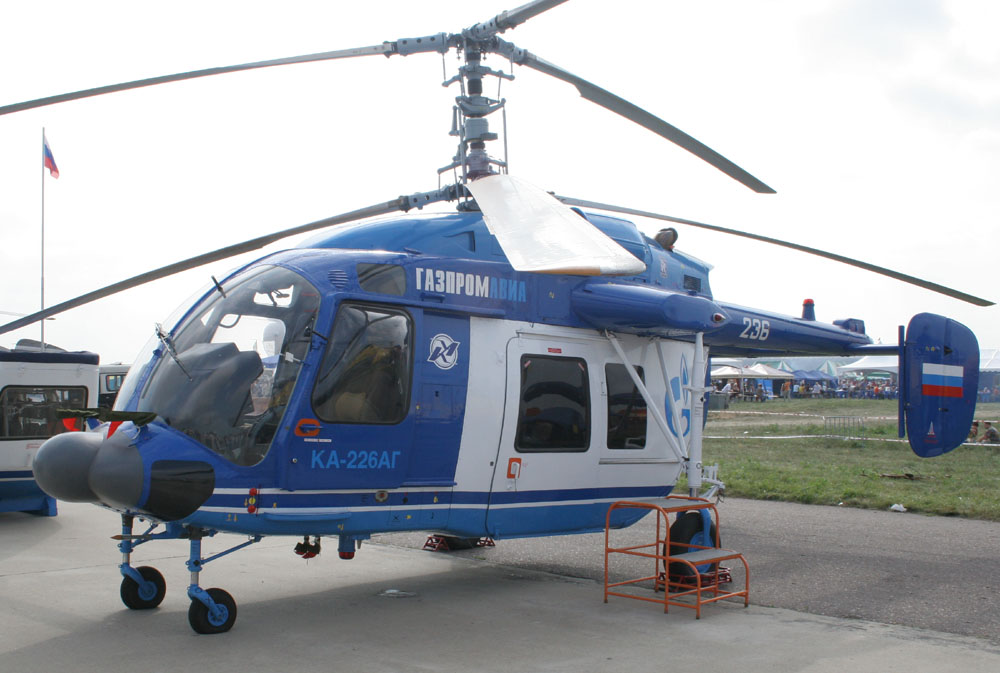
كا-226 أي جي في سنة 2007

- القوات الجوية الهندية:200 طائرة سوف تصنع في الهند بمساعدة روسيا[6][7][8][9][10][11]

## المواصفات(كا-226أي)
جميع مصدر هنا 

### الخصائص العامة
- الطاقم:2

- الركاب:9

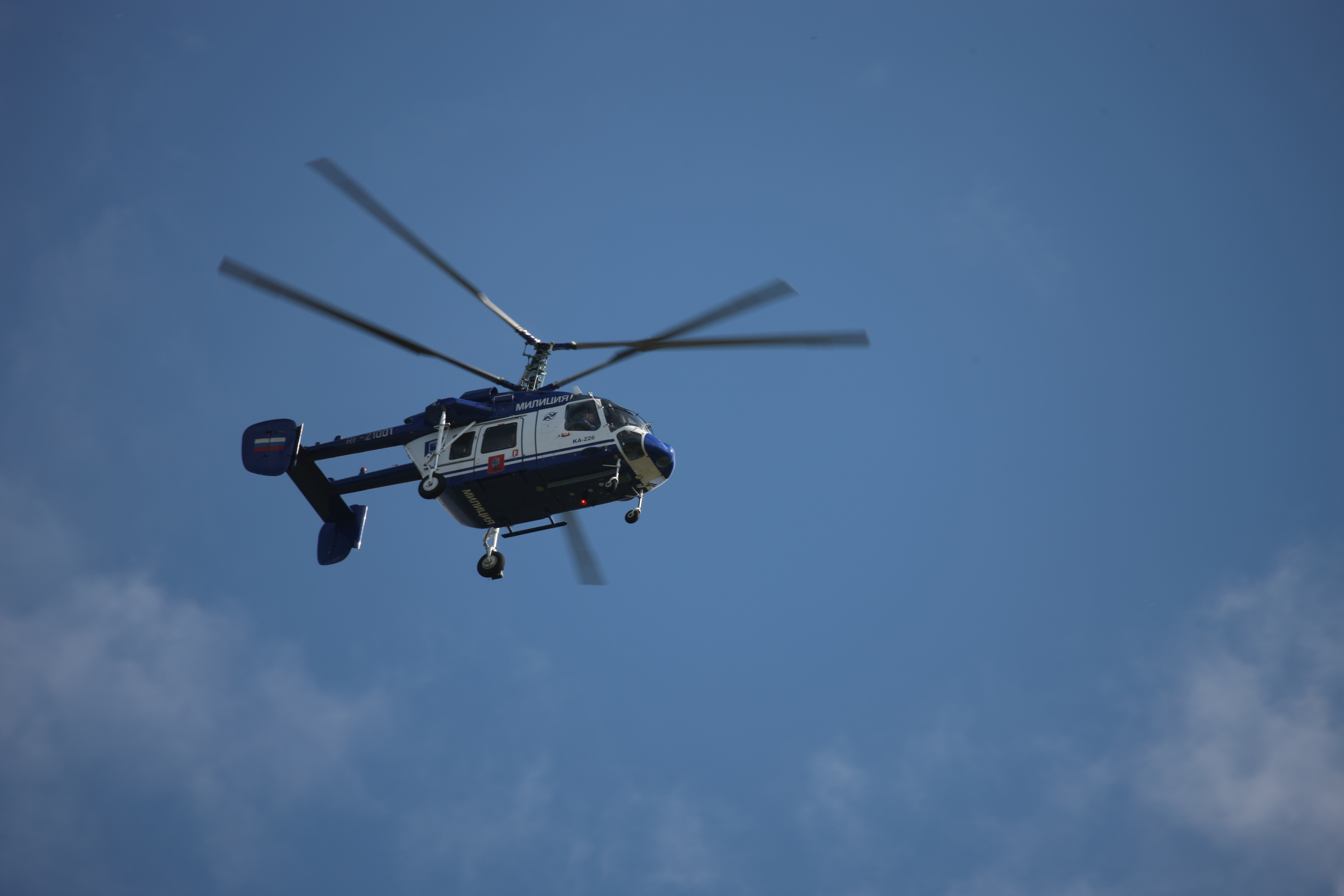
كا-226 شرطة موسكو تقل طائرة كا-226 في رحلة عام 2008

- الشحن:1,400 كجم داخليآ، أو 1500 كجم على جبال خارجية
- الطول:8.1متر(25مترآ في 7)
- قطر الدوار الرئيسي:2 × 13 م
- الارتفاع:4.15 متر
- المحرك:2 ÷ تيربوميكا أروس 1 2, 335 كيلوواط (350حصان)

### الاداء
- السرعة القصوى:205 كم/ساعة
- سرعة الطيران:195 كم/ساعة
- المدى: 600 كم
- خدمة السقف:6200 متر
- سقف التحويم: 2500 متر
- الأرتفاع:7500[13][14]

## انظر ايضآ
- كاموف كا 25
- كاموف كا-60
- كاموف كا-27
- كاموف كا-50

## وصلات خارجية
- http://www.aviation.ru/Ka/#226 نسخة محفوظة 10 أكتوبر 1999 على موقع واي باك مشين.
- http://www.aerospace-technology.com/projects/ka226/